# Saw (phim 2003)
Saw (cũng được tìm kiếm là Saw 0.5) là một bộ phim kinh dị ngắn Úc, được phát hành vào năm 2003. Bộ phim được đạo diễn bởi James Wan và kịch bản được viết bởi Wan và Leigh Whannell. Ban đầu bộ phim được sử dụng để quảng cáo kịch bản của họ cho một bộ phim có độ dài đầy đủ cùng tên với nhiều hãng phim và diễn viên khác nhau. Bộ phim dài cuối cùng đã được thực hiện vào năm 2004. TPhim ngắn sau này trở thành một cảnh trong phim Saw, với Shawnee Smith trong vai Amanda Young đang đeo thiết bị Reverse Bear Trap (Bẫy gấu ngược) thay vì David. Bản gốc ngắn có thể được xem trên đĩa thứ hai của Saw: Uncut Edition.

## Nội dung
Một thanh niên tên là David (Whannell), đang ở trong một phòng thẩm vấn nói chuyện với một nhân viên cảnh sát vô danh (Paul Moder). David bị còng tay, có máu trên mặt và áo sơ mi của anh.. Anh nói với cảnh sát rằng sau khi anh ta hoàn thành công việc của mình tại bệnh viện, anh ta bị đánh bất tỉnh và bị đưa đến một căn phòng lớn.
Bên trong căn phòng, David bị trói vào một chiếc ghế với một thiết bị kim loại lớn, rỉ sét bị khóa trên đầu. Bên trái của anh là một chiếc tivi nhỏ, bắt đầu phát một đoạn video cho thấy một con rối đáng sợ nói với anh rằng thiết bị trên đầu anh là "Bẫy gấu ngược", được nối vào hàm và sẽ banh hàm răng của anh nếu như không mở khóa kịp thời. Con rối nói với David rằng chìa khóa duy nhất để mở khóa thiết bị là trong dạ dày của một người trong phòng đó (Dean Francis).
David đã giải thoát khỏi chiếc ghế vô tình đã làm đồng hồ ở phía sau thiết bị bắt đầu đếm ngược. Ở một góc của căn phòng, anh tìm thấy người đàn ông mà con rối đã nói. Anh đâm vào dạ dày của người đàn ông và tìm thấy chìa khóa, David mở khóa thiết bị và ném nó xuống đất, đúng lúc nó hoạt động.
David bắt đầu la hét và khóc kinh hãi. Tại lối vào, con rối từ video xuất hiện ngồi trên một chiếc xe ba bánh. Nó chúc mừng David sống sót, và nói với anh rằng anh đã chứng tỏ không còn vô ơn để được sống.
Bộ phim kết thúc khi cảnh sát hỏi "Anh có biết ơn không, David?" khiến anh xúc động và khóc.

## Diễn viên
- Leigh Whannell vai David
- Paul Moder vai Cảnh sát
- Katrina Mathers vai Y tá
- Dean Francis vai Người đàn ông cùng phòng với David

## Sản xuất
Trước năm 2003, James Wan và Leigh Whannell đã bắt đầu viết một kịch bản dựa trên một bộ phim kinh dị, được lấy từ nguồn cảm hứng từ những giấc mơ và nỗi sợ của họ. Sau khi hoàn thành kịch bản, Leigh và James đã muốn chọn một đoạn trích từ kịch bản của họ, sau này được gọi là Saw, và quay phim để dựng phim cho các hãng phim. Với sự giúp đỡ của Charlie Clouser, người đã sáng tác số điểm cho bộ phim, và một vài diễn viên đứng đầu, Leigh và James đã quay bộ phim với ngân sách thấp. Leigh cũng đã quyết định đóng vai chính trong phim.
Trong quá trình quay phim, người ta nói rằng cái bẫy được sử dụng trên Whannell đã được tiết lộ nó rất nguy hiểm. Phiên bản của cái bẫy được sử dụng trong bộ phim đầy đủ đã được làm an toàn hơn và có rỉ sét nhân tạo. Wan sau đó tiết lộ rằng bộ phim đã quay chỉ trong hơn tám ngày. Sau khi hoàn thành bộ phim, họ này đã đến các studio của Lions Gate để chiếu phim. Lions Gate ngay lập tức chấp nhận thỏa thuận và được chấp thuận cho một ngân sách 1,2 triệu đô la Mỹ để làm cho kịch bản của họ thành một bộ phim đầy đủ tính năng. Thay vì được trả trước, Wan và Whannell đã đồng ý lấy một tỷ lệ phần trăm lợi nhuận từ việc phát hành của bộ phim, mà hóa ra là nhiều hơn so với dự kiến ban đầu.
Và thế là Saw đã ra đời, một bộ phim được dự định phát hành trực tiếp ra đĩa DVD sau đó được phát hành tại các rạp trên toàn thế giới sau khi nhận được phản ứng tích cực tại Liên hoan phim Sundance vào tháng 1/2004. Leigh Whannell cũng sẽ trở lại ngôi sao trong bộ phim dài đầy đủ, và trong Saw III.
Sau khi phát hành Saw, bộ phim đã được đáp ứng với thành công vượt trội trong các phòng vé cả trong nước và quốc tế. Bộ phim đã thu về 55 triệu đô la Mỹ ở Mỹ và 48 triệu đô la Mỹ ở các quốc gia khác, tổng cộng hơn 103 triệu đô la Mỹ trên toàn thế giới. Đây là hơn 100 triệu USD lợi nhuận, gấp hơn 80 lần ngân sách sản xuất. Đây là phần tiếp theo của Saw II, và sau đó là phần còn lại của Saw (loạt phim) dựa trên thành công hàng năm của phần trước. Kể từ khi thành lập, Saw đã trở thành bộ kinh dị có doanh thu cao nhất mọi thời đại trên toàn thế giới. Tại Hoa Kỳ thì cao thứ hai, chỉ sau Thứ sáu ngày 13 với lợi nhuận 10 triệu đô la Mỹ.